# 油川
油川（あぶらかわ）は青森市の地名であり、大字名である。小字には大浜・岡田・千苅・中道・浪返・浪岸・船岡・実法・柳川がある。郵便番号は038-0059。

## 地理
青森市市街地の北西寄りに位置する。北は陸奥湾、東は新城川を境に沖館・新田、西は羽白、南西は岡町に接する。
地内は幹線道路が南北に横断し、その両側に商店等が散在する。

### 河川
- 新城川 - 南端部を流れる。
- 天田内川
- 市兵衛川
- 油川

## 歴史
油川は中世以来の港町。津軽の地名を集めた戦国期の資料「津軽郡中名字」にもその名が見える。この街は、津軽平野から新城・岡町を経由して外ヶ浜地域に向かう道と、津軽半島を北上する道が交差する場所にあたる。近江商人の移住がみられ、古くから廻船問屋や酒造業が営まれてきた。
江戸時代前期、この地を支配した大名の津軽信枚の命により、油川の南東に湊町青森が開かれ、遠方からの船の商売は青森が独占するようになるが、油川は依然繁栄を保つ。しかし、明治になり、新城から青森まで直行する道が開かれると、油川の港勢も陰りをみせたという。
大正になると、イタリア人のファブリーが缶詰工場と居宅を構えた。その没後も居宅は残り、イタリア館として長く住民に親しまれた。

### 沿革
- 1871年（明治4年） - 廃藩置県により、弘前藩から弘前県の所属となる。弘前県は同年に他の5県との合併を経たのち、青森県と改称される。
- 1878年（明治11年）- 郡区町村編成法の青森県での施行に伴い、東津軽郡に属する。
- 1889年（明治22年) - 町村制施行により、油川町の大字となる。
- 1939年（昭和14年) - 青森市に編入合併し、青森市の大字となる。

## 世帯数と人口
2023年（令和5年）1月1日現在の世帯数と人口は以下の通りである。
| 町丁       | 世帯数    | 人口    |
| ---------- | --------- | ------- |
| 油川字大浜 | 474世帯   | 976人   |
| 油川字岡田 | 394世帯   | 759人   |
| 油川字千刈 | 142世帯   | 258人   |
| 油川字中道 | 326世帯   | 698人   |
| 油川字浪返 | 311世帯   | 640人   |
| 油川字浪岸 | 141世帯   | 269人   |
| 油川字船岡 | 105世帯   | 239人   |
| 油川字実法 | 9世帯     | 32人    |
| 油川字柳川 | 125世帯   | 253人   |
| 合計       | 2,027世帯 | 4,105人 |

## 小・中学校の学区
市立小・中学校に通う場合、学区は以下の通りとなる。
| 町名     | 番地 | 小学校             | 中学校             |
| -------- | ---- | ------------------ | ------------------ |
| 大字油川 | 全部 | 青森市立油川小学校 | 青森市立油川中学校 |

## 交通

### 道路
- 国道280号 - やや海岸に寄ったところを南北に縦断する。
- 青森港 臨港道路木材港線 - フェリー埠頭入口から油川地区の木材港に向かう。
- 青森県道234号津軽新城停車場油川線

### バス
- 青森市営バス - W 沖館・新田線
- 青森市市バス 岡町線

## 主な施設
- 青森市立油川小学校

## イベント
- かかしロード - 油川地区では国道280号バイパス沿いで毎年秋に「かかしロード280」が開かれていたが2025年3月に終了が決定した[5]。18年間で計5576体のかかしが展示された[5]。2025年4月20日のあおもり桜マラソンで最後の展示が行われる[5]。